# Heather Ford (periodista)
Heather Ford es una investigadora, bloguera, periodista, activista de código abierto sudafricana, desempeñada en la política, el derecho y la gestión de Internet, principalmente en Sudáfrica y Estados Unidos. Fundó Creative Commons Sudáfrica. Ella ha estudiado el poder de la naturaleza dentro de Wikipedia y es investigadora en la Universidad de Leeds.

## Primeros años y educación
Ford nació en Pietermaritzburg en la provincia de Kwa-Zulu Natal en Sudáfrica. Fue delegada del colegio secundario Carter en Pietermaritzburg y ganó premios relacionados con el debate y las artes.
En 1996, Ford ingresó a la Universidad de Rhodes para estudiar una licenciatura en periodismo de cuatro años, con especialización en diseño de comunicación.
Durante su tiempo en Rhodes, fue editora de arte y cultura del periódico estudiantil Activate y participó en numerosas obras de teatro y dramas de danza. En 1997, coescribió y protagonizó la obra Sincerely, Colour en el Fringe Festival de Artes Internacionales. Inicialmente, consideró una carrera como coreógrafa de danza antes de decidir enfocarse en el sector de medios de comunicación.

## Carrera
Después de trabajar como Gerente de Información Digital para el Instituto Electoral del Sur de África, fue al Reino Unido para trabajar con la Asociación para el Progreso de las Comunicaciones, GreenNet y Privacy International en la defensa de los derechos en Internet en Europa.
En 2003, recibió una beca de Benetech para asistir a la Universidad de Stanford como becaria del Programa de Visión Digital de Reuters. En Stanford trabajó como voluntaria para Creative Commons. Decidió regresar a Sudáfrica para fundar Creative Commons Sudáfrica y un programa titulado "Commons-sense: Towards an African Digital Information Commons" en el Wits University Link Centre En 2006, Cofundó los Commons Africanos, una organización sudafricana sin fines de lucro que trabaja en favor de los bienes comunes en África.

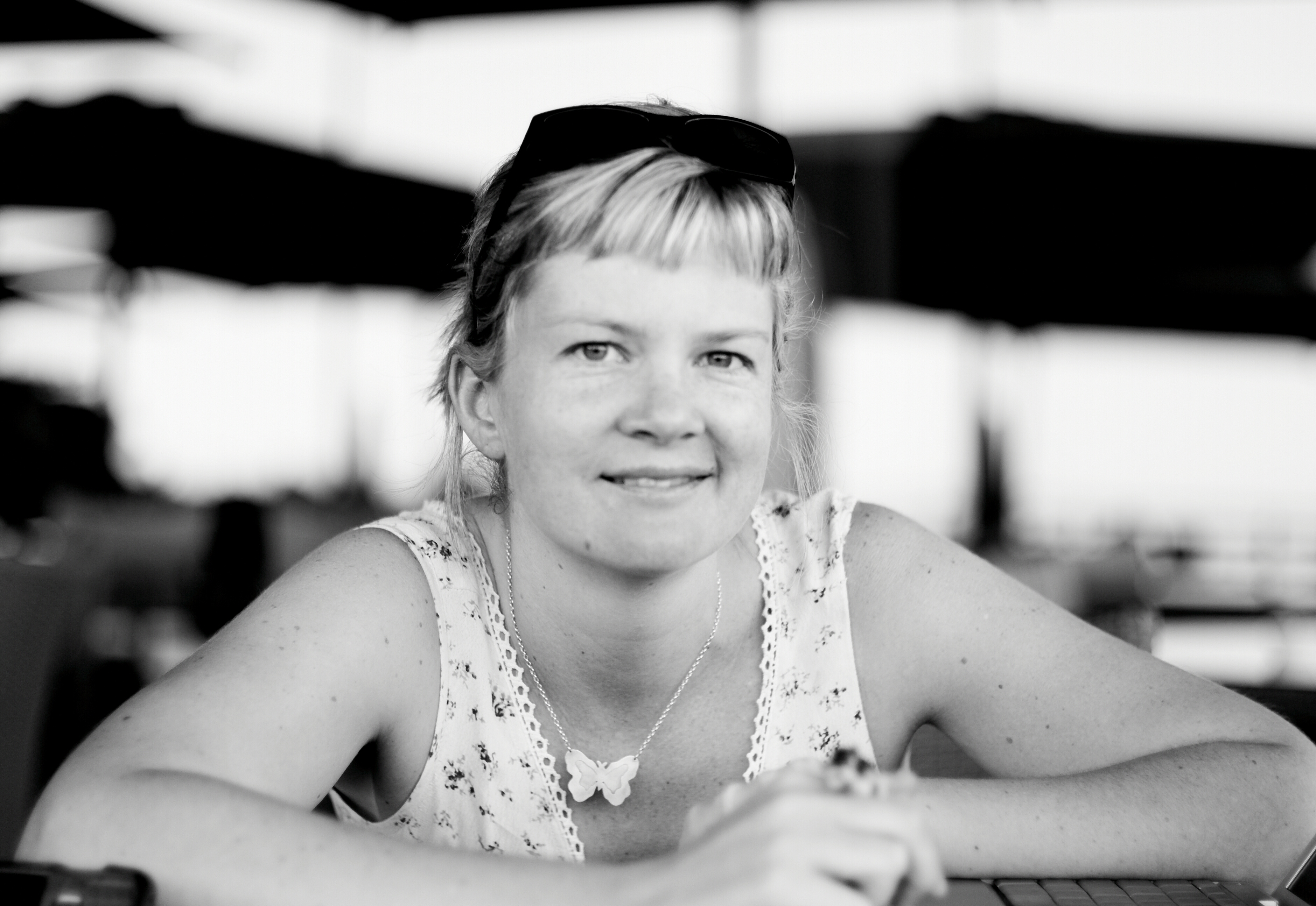
Ford en la reunión de iCommons en Dubrovnik en 2007

En 2006, Ford fue nombrada directora ejecutiva de iCommons, una corporación benéfica privada del Reino Unido. Al trabajar con Creative Commons, iCommons colabora con comunidades interesadas en la educación abierta, el acceso al conocimiento, el software libre, la publicación de acceso abierto y la cultura libre. Después de iCommons, en 2009 Ford fundó GeekRetreat, un evento cuyo objetivo es reunir a tecnólogos de toda Sudáfrica para debatir sobre cómo mejorar la Internet local. Dijo en 2010 que Creative Commons y Wikipedia no son lo suficientemente inclusivos para el mundo en desarrollo.
Ford fue anteriormente miembro del consejo asesor de la Fundación Wikimedia y obtuvo una maestría en la Escuela de Información de la Universidad de California, Berkeley. Ha escrito blogs en Thoughtleader y Global Voices y ha sido invitada en 'The Internet Economy' de Reuben Goldberg. En 2011, IT News África nombró a Ford una de las 10 mujeres más influyentes de África en ciencia y tecnología.
Ford trabajó como etnógrafa digital en Ushahidi hasta octubre de 2012, cuando comenzó a estudiar para su doctorado en el Oxford Internet Institute, Universidad de Oxford. Obtuvo su doctorado en Oxford con su tesis Fact factory: Wikipedia and the power to represent. Desde entonces, ha trabajado con la Fundación Wikimedia, investigando cuestiones como la naturaleza del poder dentro de Wikipedia. 